# Estátua do Papa Clemente X
A Estátua do Papa Clemente X é um dos últimos trabalhos do artista italiano Gian Lorenzo Bernini. A escultura retrata o Papa Clemente X realizando a bênção. Está localizada na Galeria Nacional de Arte Antiga, no Palazzo Barberini, em Roma.

## Origens
Existem divergências a respeito das origens da estátua. De acordo com Rudolf Wittkower, havia três versões em produção durante 1676. Uma delas foi destinada ao sobrinho do papa, o cardeal Paluzzo Altieri. Outra foi colocada no refeitório da igreja de Santa Trinità dei Convalescenti e uma terceira foi para a biblioteca do Palazzo Altieri.
Wittkower acreditava que a versão que foi para a biblioteca é a versão que agora está em exibição, embora EA Barletta tenha indicado que a versão da igreja de Santa Trinità dei Convalescenti possa ser a versão hoje existente e exibida.
Existe também um busto do Papa Clemente X feito em bronze, baseado nos modelos de Bernini. Este está no Museu de Arte de Minneapolis. No entanto, o busto aparenta ter sido executado anteriormente, por volta de 1671.

## Exposições
A estátua já participou de exposições no Getty Museum in California, na Galeria Nacional de Arte e em Camberra, na Austrália.